# 奥耶·伦德斯特伦
奥耶·伦德斯特伦（瑞典語：Åge Lundström，1890年6月8日—1975年9月26日），瑞典男子马术运动员。他曾代表瑞典参加1920年和1924年夏季奥林匹克运动会马术比赛，共获得二枚金牌和一枚银牌。